# Eustaquio Méndez Delfino
Eustaquio A. Méndez Delfino (Buenos Aires, 19 de octubre de 1897 - 5 de enero de 1993) fue un abogado argentino, que se desempeñó como ministro de Economía de su país durante la presidencia de José María Guido. Formó parte del directorio de la Sociedad Rural Argentina.

## Biografía
Egresó como abogado de la Universidad de Buenos Aires en 1918, doctorándose luego en jurisprudencia comerciante. Se casó con Cora Muñiz Livingston, con quien tuvo dos hijas.
Fue miembro del directorio del Banco Hipotecario Nacional, y vicepresidente del mismo en 1938, durante la llamada década infame. Integró el Comité Asesor de Lanas y la Comisión de Aforos a los Productos de Exportación.
Presidió la Bolsa de Comercio de Buenos Aires, en dos oportunidades entre 1944 a 1946 y luego durante la dictadura de Pedro Eugenio Aramburu entre 1956 a 1960, el Centro de Consignatarios de Productos del País S. A. y el Banco Central de la República Argentina durante la presidencia de Arturo Frondizi y José María Guido, entre 1960 y 1962, cuando el mismo Guido lo nombra ministro de Economía. Junto con su sucesor Federico Pinedo en el Ministerio de Economía, estuvieron a cargo de la implementación de un severo programa de ajuste que incluía una devaluación de casi el 30 % y restricciones monetarias y crediticias, reducción del gasto público y se cancelaron los créditos al sector privado. Pronto se produjo una crisis de liquidez. En términos generales, los indicadores económicos muestran lo limitado de los resultados obtenidos: el producto bruto per cápita y el consumo decayeron a su nivel más bajo en diez años; la utilización de la capacidad manufacturera instalada decayó a menos del 55 %; los precios y la tasa de desempleo aumentaron, al igual que las importaciones; hubo una importante reducción del gasto público, pero la recesión hizo que los recursos del Estado cayeran en una proporción mayor.
Apoyaría la política de endeudamiento externo, y criticaría fuertemente al peronismo que había convertido el país de deudor en acreedor, al respecto diría: "Hemos asistido a una política tendiente a la engañosa conquista de la sensibilidad popular que procuró crear un clima hostil a la contratación de empréstitos exteriores, asegurando que comprometían la soberanía nacional".
Fue dueño y director del periódico Hoy. Durante la dictadura conocida como Proceso de Reorganización Nacional formó parte de la Comisión Asesora Legislativa militar.